# Fresque monumentale
Fresque monumentale est une œuvre de Jean Dewasne. C'est l'une des œuvres d'art de la Défense, en France.

## Description
L'œuvre prend la forme d'un ensemble de fresques abstraites, réparties sur les espaces intérieurs des 34 étages de la paroi sud de la Grande Arche, ainsi que dans le hall d'entrée de la paroi nord. Au total, les fresques recouvrent un hectare.

## Historique
L'œuvre est installée en 1989, après la construction de l'Arche.